# François-Étienne L'Haridon de Créménec
François–Étienne L'Haridon de Créménec, né en 1768 à Douarnenez et mort suicidé en 1807 dans la rivière Penfeld, est un médecin français qui participa à l'expédition vers les Terres australes que conduisit Nicolas Baudin au départ du Havre à compter du 19 octobre 1800.

## Éléments biographiques
Il embarque à bord du Géographe, en tant qu'officier de santé de 2e classe faisant partie de l'état-major. Il est nommé par Baudin, qui l'apprécie particulièrement, officier de santé de première classe à Timor, le 27 octobre 1801[réf. incomplète].
Il finit par s'installer à l'île de France, où il fut l'hôte de Matthew Flinders. On a donné son nom à la baie L'Haridon, une baie australienne que l'on trouve à l'intérieur du golfe de l'océan Indien que l'on appelle baie Shark.